# Sérgio Abreu
Sérgio Abreu, właściwie Sérgio Luis Coutinho Abreu (ur. 16 października 1975 w Rio de Janeiro) – brazylijski aktor i model. 

## Życiorys
Urodził się Rio de Janeiro w stanie Rio de Janeiro. Pracował jako model, zanim zadebiutował w roli Rubinho w telenoweli Rede Bandeirantes O Campeão (1996).
Rozpoznawalność przyniosła mu rola Alberta „Beto” Bandiniego, właściciela baru przekąskowego w operze mydlanej Rede Globo Malhação (2001-2003). W telenoweli Duszny raj (Paraíso Tropical, 2007) jako Tiago Batista z Rodrigo Sampaio (Carlos Casagrande), był jednym z pierwszych aktorów, którzy w brazylijskiej telenoweli tworzyli parę homoseksualną. W 2010 był uczestnikiem w trzecim sezonie brazylijskiego reality show A Fazenda. Wystąpił jako Jaime w miniserialu Cuda Jezusa (Milagres de Jesus, 2014).

## Życie prywatne
W 2011 związał się z aktorką Karen Coelho.

## Filmografia

### produkcje telewizyjne
- 1996: O Campeão jako Rubinho
- 1998: O Brida jako Guilherme
- 2001–2003: Malhação jako Alberto Bandini (Beto)
- 2005: Prova de Amor jako  Murilo Vilaça
- 2007: Duszny raj (Paraíso Tropical) jako Tiago Batista
- 2008–2009: Revelação jako Lucas Nogueira
- 2009: Vende-se Um Véu de Noiva jako Leonardo
- 2013: Pecado Mortal jako pielęgniarz
- 2014: Cuda Jezusa (Milagres de Jesus) jako Jaime
- 2014: Conselho Tutelar jako Ronaldo
- 2018: Jezus (Jesus) jako Rafael
- 2021: Gênesis jako Jubal

### produkcje kinowe
- 2002: Vinte e Cinco (krótkometrażowy) jako Zé
- 2006: Zuzu Angel jako dziennikarz
- 2009: Ate Mais Tarde Ipanema jako Branco